# Mohrenstraße (metropolitana di Berlino)
La stazione di Mohrenstraße è una stazione della metropolitana di Berlino, posta sulla linea U2. È posta sotto tutela monumentale (Denkmalschutz).

## Storia
La stazione, in origine denominata "Kaiserhof", fu progettata come parte della cosiddetta "Spittelmarktlinie", attivata all'esercizio il 1º ottobre 1908.
Nel corso della sua storia la stazione mutò più volte denominazione: dal 18 agosto 1950 divenne "Thälmannplatz", dal 15 aprile 1986 "Otto-Grotewohl-Straße" e infine, dal 3 ottobre 1991, assunse l'attuale denominazione.
Il 3 luglio 2020, sull'onda delle proteste del movimento «Black Lives Matter» che hanno causato ripetuti vandalismi nella stazione, l'azienda berlinese dei trasporti propose di ribattezzare la stazione com il nome di «Glinkastraße», in modo da eliminare ogni riferimento alla Mohrenstraße (letteralmente: «via dei mori»), il cui nome viene ritenuto razzista.
La proposta venne criticata da più parti: la figura di Glinka, nazionalista e antisemita russo, non possiede le caratteristiche di correttezza politica necessarie; inoltre, si ritiene opportuno intitolare la stazione a una person of colour, come «risarcimento» per il nome «razzista» di Mohrenstraße.

## Strutture e impianti
Si tratta di una stazione sotterranea, con due binari serviti da una banchina ad isola.
L'impianto, identificato dal codice "MH", è posto alla progressiva chilometrica 1+840, a 380 metri di distanza dalla stazione precedente (Stadtmitte) e a 600 metri da quella successiva (Potsdamer Platz).